# Bošnjačka mahala

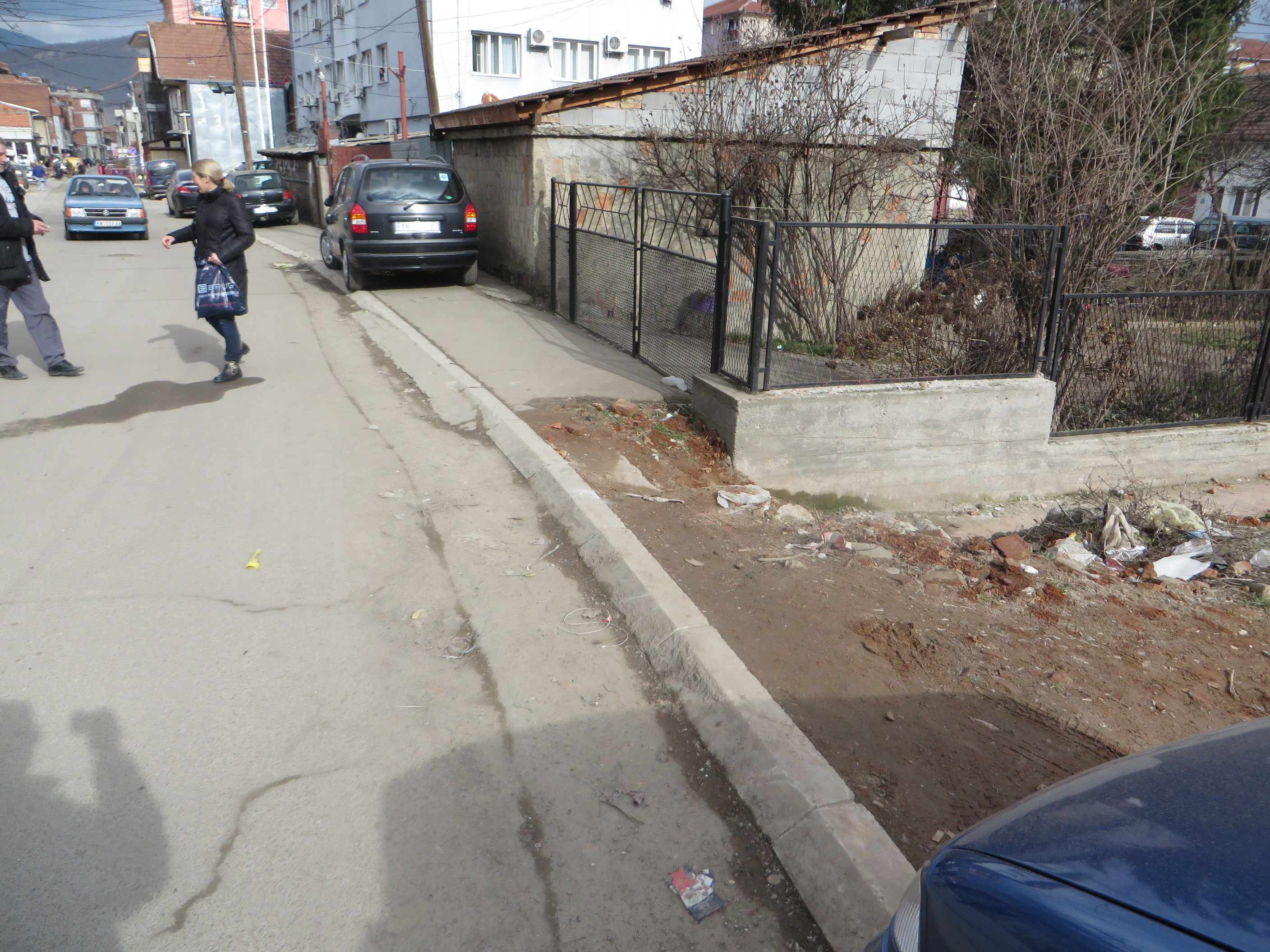
Straßenszene (2016)

Die Bošnjačka mahala (serbisch-kyrillisch Бошњачка махала, albanisch Lagjja e Boshnjakëve) ist ein multiethnisch geprägter Stadtteil von Mitrovica im Kosovo. Er liegt im Nordosten des Stadtzentrums, auf der nördlichen Seite des Flusses Ibar, womit die Bošnjačka mahala Teil von Nord-Mitrovica ist.
Ihren Namen erhielt die Bošnjačka mahala nach den Bosniaken, einer muslimischen und slawischsprachigen Volksgruppe. Dennoch war dieser Stadtteil ethnisch durchmischt und unter anderem von Albanern und Roma bewohnt. Im Kosovokrieg wurde die Bošnjačka mahala fast vollständig zerstört und nach dem Krieg nur sehr provisorisch wiederaufgebaut. Gegenwärtig bilden die wenigen zurückgebliebenen Albaner die Mehrheit in dem Stadtviertel.
Die zur Bošnjačka mahala gehörende Ibar-Moschee (albanisch Xhamia e Ibrit, bosnisch Ibarska džamija), erbaut 1778, wurde während des Kosovokrieges 1999 im April von Serben niedergebrannt und im Mai mit einem Bagger vollständig zertrümmert. Sie befand sich am Rande des Stadtviertels unmittelbar neben der zentralen Hauptbrücke von Mitrovica, die heute den nördlichen und südlichen Teil voneinander trennt. Am Morgen des 25. Juni 2017 wurde an der Stelle der ehemaligen Moschee das erste Mal nach 18 Jahren wieder ein muslimisches Gebet samt Gebetsruf abgehalten, an dem Hunderte Gläubige teilnahmen.
Heute ist das Bild der Bošnjačka mahala geprägt von zahlreichen Kiosken und Kleinhändlern, die Alltagsbedarf wie Haushaltswaren und Kleidung anbieten, sowie Bäckereien oder Friseure. In das Viertel kommen Menschen sowohl aus dem Nordteil als auch aus dem Südteil Mitrovicas, um Einkäufe zu erledigen. Deswegen gilt die Bošnjačka mahala als eine Art alltäglicher Treffpunkt bzw. Ort der Begegnung zwischen Albanern und Serben sowie anderen Minderheiten der Stadt. Ferner ist das Viertel mit der Ostbrücke Mitrovicas, welche die Bošnjačka mahala mit dem Industriegebiet weiter östlich verbindet, eine wichtige Übergangszone zwischen den beiden Stadthälften, insbesondere in Zeiten, in denen die Hauptbrücke aufgrund angespannter Sicherheitslage unüberquerbar gewesen ist.